# NGC 437
NGC 437 est une galaxie lenticulaire située dans la constellation des Poissons. NGC 437 a été découverte par l'astronome américain Lewis Swift en 1886. 

## Caractéristiques
Sa vitesse par rapport au fond diffus cosmologique est de 4 971 ± 29 km/s, ce qui correspond à une distance de Hubble de 73,3 ± 5,2 Mpc (∼239 millions d'al).